# Grasbrunn
Grasbrunn est une commune de Bavière (Allemagne), située dans l'arrondissement de Munich, dans le district de Haute-Bavière.
Elle est jumelée avec la commune française de Le Rheu depuis 1974.